# Varivsk, Ivankiv
Varivsk (în ucraineană Варівськ) este localitatea de reședință a comunei Varivsk din raionul Ivankiv, regiunea Kiev, Ucraina.

## Demografie
Componența lingvistică a localității Varivsk
     Ucraineană (97,62%)
     Rusă (1,95%)
Conform recensământului din 2001, majoritatea populației localității Varivsk era vorbitoare de ucraineană (97,62%), existând în minoritate și vorbitori de rusă (1,95%).